# مقاطعة سومرست (ماريلاند)
مقاطعة سومرست (بالإنجليزية: Somerset County, Maryland) هي إحدى مقاطعات ولاية ماريلاند في الولايات المتحدة. تأسست سنة 1666، بلغ عدد سكانها 26470 نسمة في عام 2010 حسب إحصاء مكتب تعداد الولايات المتحدة وتصل الكثافة السكانية فيها 31.2 نسمة/كم2.

## أعلام
- صامويل تشايس
- جورج غيل
- إسحاق جونز
- توماس كينغ كارول
- جون إتش ويندر

## وصلات خارجية
- http://www.co.somerset.md.us نسخة محفوظة 15 مايو 2006 على موقع واي باك مشين.
- United States Counties